# Медаль «30 лет МВД»
Медаль «30 лет МВД» — юбилейная медаль, государственная награда Народной Республики Болгарии.

## История
Медаль была учреждена 22 мая 1974 года, в связи с 30-летним юбилеем министерства внутренних дел Народной Республики Болгария.

## Описание медали
Медаль изготавливается из светло-жёлтого металла и имеет форму правильного круга диаметром 34 мм.
На аверсе изображены три колоса, флаг Болгарии, красное знамя с эмблемой МВД, и нанесена надпись «30 години МВР».
На реверсе изображена пятиконечная звезда и нанесена надпись «1944 — 1974».
В верхней части медали имеется ушко, посредством продеваемого через которое металлического кольца медаль прикрепляется к пятиугольной колодке с трёхцветной бело-зелёно-красной лентой (цвета государственного флага страны).